# Якума (річка)
Якума (ісп. Río Yacuma) — річка на північному сході Болівії, ліва притока Маморе (басейн річки Мадейра). Має витік на східних схилах Східної Кордильєри. Тече в департаменті Бені, в межиріччі річок Бені (на заході) і Маморе (на сході), у зволоженій північній частині підвищених рівнин на сході Болівії, на Амазонській низовині, на південь від озер Уайтунас, Рогагуадо і Рогагуа. Впадає в Маморе на північний схід від міста Санта-Ана. Довжина 300 км. Площа водозбірного басейну 17 200 км².
За річкою названа провінція Якума в департаменті Бені.
1840 року британський ботанік Томас Бріджес повідомив про знайдене на річці Якума гігантське латаття — вікторію амазонську (Victoria amazonica).